# Johanna Antida Thouret

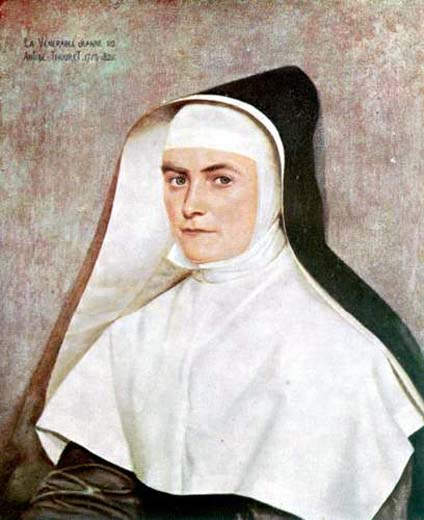
Johanna Antida Thouret

Jeanne-Antide Thouret (* 27. November 1765 in Sancey-le-Long, Frankreich; † 24. August 1826 in Neapel, Italien) war eine französische Ordensgründerin. Sie wird in der katholischen Kirche als Heilige verehrt.

## Leben

### Leben bis zum Exil
Jeanne-Antide wuchs 40 km östlich Besançon in einer kinderreichen begüterten Bauernfamilie auf. Mit 16 Jahren verlor sie ihre Mutter und übernahm die Verantwortung für die Geschwister. Im August 1787 trat sie als Postulantin bei den Vinzentinerinnen der Genossenschaft der Töchter der christlichen Liebe vom heiligen Vinzenz von Paul in Langres (Rue de la Charité) ein und wechselte drei Monate später als Novizin in das Mutterhaus nach Paris (damals Rue du Faubourg Saint-Denis). Im September 1788 wurde sie eingekleidet und für ein Jahr nach Alise-Sainte-Reine geschickt (zwischendurch Genesungsaufenthalt in Langres). Die durch die Französische Revolution bewirkten Umstände verhinderten, dass Jeanne-Antide je ein Ordensgelübde ablegte. 
Ab Januar 1790 arbeitete sie im Spital von Sceaux, ab Januar 1791 im Spital der unheilbar Kranken in der Rue de Sèvres in Paris, ab Mai 1791 in Bray-sur-Somme. Dort wurde sie im Mai 1792 als Verweigerin des Eides auf die Zivilverfassung des Klerus von einem Soldaten durch einen Kolbenhieb in die Rippen schwer verletzt. Die Ausheilung (überwiegend in Paris) dauerte ein Jahr. Im November 1793 begab sie sich nach Besançon und lebte dort unter schwierigen Bedingungen nach dem Ideal ihres inzwischen aufgelösten Ordens. Am 7. (oder 9.) März 1794 wohnte sie der Hinrichtung des Kapuzinerpaters Zéphyrin Edmond-Antoine Delacour (* 17. November 1738) aus Vyt-lès-Belvoir, einem Nachbarort ihres Geburtsortes, bei und versuchte vergeblich, seinen Kopf als Reliquie aufzuheben. Den Rest des Jahres 1794 verbrachte sie in Sancey.

### Leben im französischsprachigen und im deutschsprachigen Exil
Ab Dezember 1794 war Jeanne-Antide Thouret in Sancey zunehmend den Bedrängnissen durch Vertreter der Französischen Revolution ausgesetzt. Sie folgte deshalb im August 1795 einer Einladung des Ordensgründers Antoine-Sylvestre Receveur (1750–1804) nach La Roche in der Schweiz (Kanton Freiburg), um dort als Erzieherin und in der Krankenpflege zu wirken. Receveur hatte 1789 in Les Fontenelles die Kongregation Société de la Retraite chrétienne («Solitarier von der Christlichen Einkehr», heute noch existierend: Sœurs de la Retraite chrétienne) gegründet und war vor der Revolution nach La Roche geflohen. Der Schwesterngemeinschaft gehörte bereits Jeanne-Antides Schwester Jeanne-Barbe an.
Im September 1795 wurde die gesamte Gemeinschaft ausgewiesen und setzte sich Richtung Deutschland in Bewegung, wo Receveur Stützpunkte aufgebaut hatte. Jeanne-Antide begleitete einen Krankentransport über Freiburg, Bern, Zürich, Konstanz nach Babenhausen (nördlich Memmingen), wo sie von Anselm Maria Fugger von Babenhausen aufgenommen wurden. Sie blieb dort bis zum Sommer 1796. Dann flüchtete man vor Napoleon weiter über Augsburg, Donauwörth (3. August 1796), Regensburg, Passau (13. August 1796), Braunau bis vor die Tore von Salzburg (23. August), wo man umkehren musste und schließlich Anfang Oktober im Schloss Ettersdorf (Wiesent) in Wiesent bei Regensburg unterkam.
Anfang Dezember wanderte Jeanne-Antide nach Neustadt an der Waldnaab, wo sie ihrer kranken Schwester, die dort mit einer anderen Gruppe weilte, bis zu ihrem Tod am 23. Dezember 1796 beistand. Dann reiste sie zurück nach Wiesent. Dort kam es im Frühjahr 1797 zu Anfeindungen durch angestammte Schwestern der Kongregation, denen Jeanne-Antide Inkompetenz in der Krankenpflege vorzuwerfen hatte und die die als Eindringling empfundene Jeanne-Antide zu isolieren suchten. Am 24. April 1797 verließ sie Wiesent und wanderte ohne Geld und Pass über Regensburg, Augsburg, Bodensee nach Einsiedeln, von dort nach viertägigem Gebetsaufenthalt (und Erwerb eines Passes) über Luzern, Bern nach Enges (24. Juni) und zu dem ihr wohlgesinnten Pfarrer von Le Landeron im Kanton Neuenburg. Der empfahl sie Claude Petit-Benoît de Chaffoy (1752–1837), dem Generalvikar des Erzbistums Besançon. Chaffoy überzeugte sie persönlich, zur Gründung eines Erziehungsinstituts und zur Pflege bedürftiger Kranker (und entgegen ihrem Gelübde, nie wieder französischen Boden zu betreten) nach Besançon zurückzukehren. Und so war Jeanne-Antide am 15. August 1797 nach zwei Jahren Exil wieder in Frankreich.

### Erziehungs- und Krankendienst in Besançon und Umgebung ab 1797
Am 5. September 1797 verlangte das Direktorium von allen Franzosen den Hass-Eid auf das Königtum. Jeanne-Antide, die soeben in Sancey eine Schule aufgemacht hatte, musste wegen Eidverweigerung untertauchen und versteckte sich bis zum 6. Oktober 1798 im nahe gelegenen La Grange bei einer Bekannten. Dann war die Gefahr vorüber, und sie kehrte nach Sancey zurück.
Auf Einladung und mit Unterstützung des Generalvikars Claude-Ignace de Franchet de Rans (1722–1810) eröffnete sie am 11. April 1799 in Besançon (Rue des Martelots) eine Mädchenschule, die sie ein Jahr lang alleine führte, immer aber mit der Absicht, andere Schwestern um sich zu scharen und unter der Aufsicht eines geistlichen Leiters – der Generalvikar hatte ihr den ehemaligen Jesuiten François-Benoît Bacoffe (1743–1813) zugeteilt – ein Institut zu eröffnen. Von Juni bis September 1800 traten vier Postulantinnen ein, darunter die selige Anne-Marie Javouhey (1779–1851), die jedoch nicht bleiben wird. Sie wurden neben dem Unterrichten systematisch in der Krankenpflege ausgebildet, um später in der Armen- und Krankenpflege wirken zu können.
Als erster Schritt eröffnete Jeanne-Antide neben der Schule eine Apotheke mit Verpflegungstelle für bedürftige Kranke, den sog. „Bouillon“ (nach der heißen Suppe, die dort ausgegeben wurde). Am 3. Mai 1801 kam es in der Rue Battant zu einem zweiten Stützpunkt und sehr schnell zu weiteren. Vor allem aber weiteten sich die Aktivitäten der Schwestern auf zwei Armenspitäler und ein Militärkrankenhaus (1806 in der Rue Sarrail) aus, die die Behörden ganz in ihre Hand gaben und wo sie zum höchsten Erstaunen der Öffentlichkeit in kurzer Zeit menschwürdige Zustände herstellten und bewahrten. Eine offizielle Bestandsaufnahme von 1808 zählt 1500 betreute Kranke und 475 unterrichtete Schülerinnen. Die Zahl der Schwestern beläuft sich Ende 1809 auf 165 (davon 39 Novizinnen), die an rund 40 Orten des Bistums wirken.

### Offizialisierung der Ordensgemeinschaft
Jeanne-Antide, die sich als Ordensgründerin verstand, wurde bewusst, dass ihre Gemeinschaft eine Verfassung in Form einer Ordensregel brauchte, umso mehr als die Pariser Vinzentinerinnen seit Dezember 1800 wieder zugelassen waren und sie sich von ihnen absetzen wollte. Im Sommer 1802 zog sie sich deshalb für vier Monate nach Dole zurück, verfasste dort mit Unterstützung des Abbé Jean-Claude Filsjean (* 1766, späterer Generalvikar des Bistums St. Claude) die Constitutions et Règlements pour la Société des Filles de Saint Vincent de Paul und wählte eine angemessene Ordenstracht (die zu der landesüblichen Benennung als „graue Schwestern“ führte).
Dass es dann bis zur staatlichen Anerkennung noch acht Jahre brauchte, ist aus den Verhältnissen der Zeit zu erklären. 
Seit dem von allen Priestern und Religiosen verlangten Eid auf die Zivilkonstitution, der von einer Mehrheit abgelehnt worden war, befand sich die katholische Kirche Frankreichs in einem schismatischen Zustand. Das Konkordat von 1801 beendete diesen Zustand vorerst nur offiziell, denn die Ressentiments gegen die Eidableger (die sog. Jureurs) hielten sich vielfach lange darüber hinaus. In Besançon hatten die Eidverweigerer (die sog. Réfractaires), zu denen auch Jeanne-Antide gehörte, die Oberhand. Ihnen wurde 1802 von Napoleon in der Person von Claude Le Coz (1740–1815) ein Eidableger als Erzbischof vorgesetzt. Zwar hatte Le Coz seine Kirchentreue dadurch bewiesen, dass er sich nach dem Eid gegen die sich verschärfenden Maßnahmen der Revolution gewandt und seine Auflehnung mit 14 Monaten Gefängnis bezahlt hatte, und pflegte im Übrigen einen heiligmäßigen Lebensstil, doch war Jeanne-Antide die einzige, die sich auf seine Seite schlug und ihm ihre Kongregation unterstellte. Ein wichtiges Motiv dafür war, dass sie sich auf diese Weise des Abbé Bacoffe erwehren konnte, der sie als Oberin absetzen und sich selbst zum Ordensgründer aufschwingen wollte, und dass sie (mit Hilfe des Präfekten) auch verhindern konnte, den Pariser Vinzentinerinnen unterstellt zu werden. 1807 legte deshalb Jeanne-Antide die von Filsjean nochmals überarbeitete Ordensregel dem Erzbischof zur Approbation vor und ließ sie, nachdem diese am 26. September erfolgt war, unverzüglich drucken. Dann reiste sie nach Paris zu dem vom Kaiser einberufenen und der Kaiserinmutter Laetitia Ramolino unterstellten Kongress aller Krankenpflege und Unterricht gewidmeten Frauenorden, wo sie sich glänzend behauptete, reiche staatliche Subventionen in Empfang nahm und zur Abgrenzung gegen die Pariser Vinzentinerinnen für ihren Orden den neuen Namen Soeurs de la Charité de Besançon akzeptierte. Es ist den schismatischen Umständen und der Quertreiberei der Réfractaires anzulasten, dass es dann noch bis zum 22. August 1810 dauerte, bis der Orden staatlicherseits offiziell anerkannt wurde.

### Tochtergründung in Neapel
Durch Vermittlung der Kaiserinmutter und ihres Halbbruders Joseph Fesch, Kardinalerzbischof von Lyon, erging 1810 durch Joachim Murat, Schwager des Kaisers und König von Neapel, an Jeanne-Antide die Bitte um Einrichtung einer Ordensfiliale in Neapel. Mit sieben Mitschwestern reiste sie vom 7. bis 30. Oktober 1810 nach Rom und vom 12. bis 17. November weiter nach Neapel, wo man ihnen in der Via Sapienza das heute noch bestehende Kloster Regina Coeli zuwies, das allerdings erst bewohnbar gemacht werden musste. Jeanne-Antide, die ursprünglich nach einem halben Jahr zurückreisen wollte, sah sich jahrelang endlosen Schwierigkeiten ausgesetzt, mit denen sie die Mitschwestern nicht alleine lassen wollte, und blieb deshalb auf Dauer in Italien. Ihre wichtigste Stütze war anfänglich der Innenminister Giuseppe Zurlo (1757–1828), nicht jedoch seine Untergebenen, und nach Rückkehr der Bourbonen 1815 wird deren Kultusminister bis 1820 versuchen, die Nonnen aus Regina Coeli hinauszudrängen.
1811 übernahm die Gemeinschaft das an das Kloster angrenzende Militärhospital mit 1200 Kranken (später kam es auch zu häuslicher Krankenpflege). Gleichzeitig erhielten die Schwestern in der Person von Domenico Narni-Mancinelli (1772–1848), späterer Erzbischof von Cosenza und Caserta, einen fähigen geistlichen Begleiter. Aber solange Murat herrschte, wurden die Schwestern von der Bevölkerung als Besatzer angesehen. Erst mit der Rückkehr des Bourbonen Ferdinand I. erhöhte sich die Akzeptanz und es kam in Neapel zu zahlreichen Ordenseintritten.

### Anerkennung des Ordens durch den Papst
Von November 1818 bis August 1820 weilte Jeanne-Antide in Rom, um ihre Ordensregel durch den Vatikan bestätigen zu lassen, nicht zuletzt aus Sorge um den Erhalt der Einheit der beiden Ordenszweige in Frankreich und in Italien. Kardinalstaatssekretär Ercole Consalvi, dessen Nachfolger Giulio Maria della Somaglia, ferner der spätere Kardinaldekan Bartolomeo Pacca, wie auch Papst Pius VII. selbst waren der Gründerin gewogen, sodass die Ordensregel (mit Jeanne-Antide als Generaloberin) am 23. Juli 1819 durch den Papst feierlich approbiert wurde. Allerdings hatte der Vatikan drei Änderungen eingearbeitet, betreffend die Geltungsdauer der Profess (einfache Gelübde für die Zeit der Zugehörigkeit zum Orden), den Ordensnamen (nunmehr: Filles de la Charité sous la protection de Saint Vincent de Paul „Töchter der christlichen Liebe unter dem Schutz des heiligen Vinzenz von Paul“) und die Person des Generaloberen (bislang der Erzbischof von Besançon, künftig werden die jeweiligen Ortsbischöfe aufsichtführend).

### Konflikt mit Besançon und Frankreichreise
Da die neue Regel einer Entmachtung des Erzbischofs von Besançon gleichkam, der nur noch die Häuser seines (inzwischen geschrumpften) Bistums zu beaufsichtigen hatte, hing jetzt alles davon ab, wie der betroffene Prälat reagieren würde. Was nun eintrat, ist nur zu verstehen im Kontext des oben angesprochenen schismatischen Zustands der französischen Kirche, der sich ausgerechnet auf Kosten von Jeanne-Antide mit der äußersten Schärfe offenbarte. 
1815 hatte die politische Restauration unter König Ludwig XVIII. gehofft, auch Napoleons Konkordat abschaffen und zur Kirche des Ancien Régime zurückkehren zu können (mit Ablösung aller Eidableger unter den Bischöfen, u. a. m.). Pius VII. hielt hingegen am Konkordat fest und erlaubte nur Retuschen, wie die Vermehrung der Zahl der Bistümer von 60 auf 80. Ludwigs enttäuschter Verhandler in Rom war Gabriel Cortois de Pressigny (1745–1823). Und just dieser Pair de France und reaktionäre Gallikanist wurde nach dem Tod von Erzbischof Le Coz in Besançon sein Nachfolger. Am 6. November 1819 stellte er sich offen gegen den Papst, erklärte die vom Vatikan vorgenommenen Regeländerungen in seinem Bistum für ungültig und verbot den Ordenshäusern seines Bistums, Jeanne-Antide Zutritt zu gewähren („même pour un seul jour“, und sei es nur für einen einzigen Tag). Am 29. machte er Chaffoy zu seinem Bevollmächtigten bei den Schwestern. Es half auch nichts, dass der Papst auf Bitten Jeanne-Antides das Approbationsdekret am 14. Dezember bekräftigte, im April 1820 setzte Chaffoy Schwester Catherine Barrois als vorläufige Generaloberin ein. Ebenso fruchtlos waren die Bemühungen des päpstlichen Nuntius Vincenzo Macchi. Pressigny, der Jeanne-Antide nicht persönlich kannte, sprach ihr „nach dem Zeugnis aller guten Priester von Besançon“ jegliche Eignung ab, Oberin zu sein.
Am 20. Juli 1821 verließ Jeanne-Antide Neapel und traf am 12. September in der Ordensfiliale Thonon-les-Bains (außerhalb des Bistums Besançon) ein. Sie besuchte die Filiale in Bourg-en-Bresse und reiste dann nach Paris weiter, wo sie am 2. November eintraf. Dort kam es zu einer Zufallsbegegnung mit Pressigny, der Jeanne-Antide, die sich ihm zu Füßen warf, derart schroff abwies, dass die umstehenden Minister schockiert waren. Zahlreiche Briefe an Pressigny blieben unbeantwortet. Am 26. September 1822 wurde die mit absoluter Mehrheit gewählte Schwester Catherine Barrois von Pressigny zur Generaloberin des Ordens eingesetzt. Jeanne-Antide verbrachte den Sommer 1823 in Thonon und erfuhr dort die Nachricht vom Tod Pressignys (am 2. Mai 1823), was aber an den Verhältnissen in Besançon nichts änderte. Am 20. August 1823 trat sie die Rückreise nach Italien an. Ob sie während ihres Frankreichaufenthaltes je nach Besançon kam (wie – möglicherweise legendenhaft – berichtet wird), ist ungewiss.

### Tod
In der Zeit bis zu ihrem Tod war Jeanne-Antide mit Neugründungen in Norditalien beschäftigt. Doch war die Spaltung ihrer Kongregation in einen französischen und einen italienischen Teil nur schwer zu verwinden. Hinzu kamen körperliche Leiden. Als sie 1826 starb, defilierte halb Neapel vor ihrem Leichnam.

## Seligsprechung und Heiligsprechung
Der Seligsprechungsprozess wurde 1895 in Neapel eröffnet, 1900 in Rom fortgesetzt, ferner 1918 in Besançon befördert und 1926 mit der Seligsprechung beendet. Die Heiligsprechung erfolgte am 14. Januar 1934.

## Weitere Entwicklung der Kongregation
1862 wurde der Sitz der italienischen Kongregation von Neapel nach Rom verlegt. Ein erster Antrag auf Zusammenschluss der beiden Kongregationen ging 1919 von Besançon aus, wurde aber auf Anraten des Vatikans verschoben. Der von Papst Pius XI. nach der Heiligsprechung per Dekret verfügte Zusammenschluss wurde von der französischen Regierung verhindert. Ab 1953 wurden neue Anstrengungen für einen Zusammenschluss unternommen. 1954 begab sich die Oberin von Besançon zum ersten Mal zum Treffen aller Oberinnen nach Rom. 1957 trafen sich die beiden Kongregationen zu einer gemeinsamen Wallfahrt nach Sancey. 1965 wählten sie eine gemeinsame Generaloberin. Es kam zu zahlreichen Fusionen mit weiteren Orden ähnlicher Zielsetzung. Heute ist die dergestalt wiedervereinigte und vergrößerte Kongregation Suore della Carità di Santa Giovanna Antida Thouret (französisch: Sœurs de la Charité de Sainte Jeanne-Antide Thouret; englisch: Sisters of Charity of Saint Jeanne-Antide Thouret / spanisch: Hermanas de la Caridad de Santa Juana Antida Thouret / lateinisch: Sororum Caritatis a Sancta Ioanna Antida Thouret) weltweit (aber nicht im deutschsprachigen Raum) mit 4000 Schwestern vertreten.

## Ehrungen
1932 wurde in Sancey-le-Long die neoromanische Basilika Sainte-Jeanne-Antide errichtet. In Belfort ist ihr die Kirche Sainte Jeanne-Antide (Rue de Rome) geweiht. In Besançon tragen eine Straße und eine Straßenbahn ihren Namen.
Die Gemeinde Wiesent hat Jeanne-Antide 1994 einen Bildstock errichtet.

## Werke
- Istituto ossia regole e Costituzioni generali della Congregazione delle figlie di carità sotta la protezione di S. Vincenzo de' Paoli = Institut ou règles et Constitutions générales de la Congrégation des filles de la Charité sous la protection de S. Vincent de Paul. Vincenzo Poggioli stampatore della R.C.A., Rom 1820.
- Lettres et Documents. Jacques et Demontrond/Sœurs de la Charité, Besançon 1965. 2. Auflage, 1983.
  - (italienisch) Santa Giovanna Antida Thouret. Fondatrice delle Suore della Carità 1765–1826: Lettere e documenti. Suore della Carità di S. Giovanna Antida Thouret, Rom 1974.